# Михаил Когалничану (Шуцешти)
Михаил Когалничану (рум. Mihail Kogălniceanu) насеље је у Румунији у округу Браила у општини Шуцешти. Oпштина се налази на надморској висини од 25 m.

## Становништво
Према подацима из 2002. године у насељу је живело 408 становника, од којих су сви румунске националности.